# Juan Carlos Paredes
Juan Carlos Paredes Reasco (Esmeraldas, 8 juli 1987) is een Ecuadoraans voetballer die doorgaans speelt als rechtsback. In juni 2025 verruilde hij Chacaritas voor 22 de Julio. Paredes maakte in 2010 zijn debuut in het Ecuadoraans voetbalelftal.

## Clubcarrière
Paredes speelde in de jeugdopleiding van Deportivo Cuenca en in 2006 verkaste de verdediger naar Barcelona SC. Bij die club wist hij echter niet door te breken, wat hij wel deed bij Rocafuerte FC op het derde niveau. Hij scoorde elf doelpunten en het team wist te promoveren. In 2009 keerde hij terug naar Deportivo Cuenca, waar hij uiteindelijk twee jaar zou spelen. Paredes kwam tussen 2010 en 2012 nog uit voor Deportivo Quito, waarmee hij in 2011 landskampioen werd. In 2013 verkaste de verdediger naar Barcelona SC.
In 2014 vertrok Paredes naar Granada, dat hem een dag later weer doorverkocht aan zusterclub Watford. Bij Watford speelde hij het eerste seizoen als vaste basisspeler, waarna promotie bereikt werd naar de Premier League. Hier kwam hij minder aan spelen toe doordat de club Allan Nyom had gehaald als nieuwe concurrent. In de eerste helft van het seizoen 2016/17 was er zelfs helemaal geen speeltijd weggelegd voor de Ecuadoraan nadat rechtsbacks Daryl Janmaat en Brice Dja Djédjé waren aangetrokken en in de winterstop huurde Olympiakos hem. Hier speelde hij vier competitiewedstrijden.
De vleugelverdedigers keerde in de zomer van 2017 terug naar zijn vaderland Ecuador; Emelec nam hem over van Watford. Hij ondertekende een contract voor tweeënhalf jaar. Paredes wisselde in januari 2020 van club, toen hij voor El Nacional ging spelen. Een jaar later nam Cumbayá hem over, waarna hij in januari 2025 voor Chacaritas ging spelen.

## Statistieken
| Seizoen | Club             | Competitie             | Competitie | Competitie | Beker | Beker | Internationaal | Internationaal | Totaal | Totaal |
| Seizoen | Club             | Competitie             | Wed.       | Dlp.       | Wed.  | Dlp.  | Wed.           | Dlp.           | Wed.   | Dlp.   |
| ------- | ---------------- | ---------------------- | ---------- | ---------- | ----- | ----- | -------------- | -------------- | ------ | ------ |
| 2009    | Deportivo Cuenca | Campeonato Ecuatoriano | 13         | 3          | 0     | 0     | 10             | 0              | 23     | 3      |
| 2010    | Deportivo Quito  | Campeonato Ecuatoriano | 40         | 4          | 0     | 0     | 5              | 0              | 45     | 4      |
| 2011    | Deportivo Quito  | Campeonato Ecuatoriano | 37         | 3          | 0     | 0     | 2              | 0              | 39     | 3      |
| 2012    | Deportivo Quito  | Campeonato Ecuatoriano | 19         | 0          | 0     | 0     | 12             | 0              | 31     | 0      |
| 2013    | Barcelona SC     | Campeonato Ecuatoriano | 35         | 1          | 0     | 0     | 5              | 0              | 40     | 1      |
| 2014    | Barcelona SC     | Campeonato Ecuatoriano | 8          | 0          | 0     | 0     | 0              | 0              | 8      | 0      |
| 2014/15 | Watford          | Championship           | 39         | 0          | 1     | 0     | —              | —              | 40     | 0      |
| 2015/16 | Watford          | Premier League         | 17         | 0          | 3     | 0     | —              | —              | 20     | 0      |
| 2016/17 | Watford          | Premier League         | 0          | 0          | 1     | 0     | —              | —              | 1      | 0      |
| 2016/17 | → Olympiakos     | Super League           | 4          | 0          | 1     | 0     | 0              | 0              | 5      | 0      |
| 2017    | Emelec           | Campeonato Ecuatoriano | 17         | 0          | 0     | 0     | —              | —              | 17     | 0      |
| 2018    | Emelec           | Campeonato Ecuatoriano | 35         | 1          | 0     | 0     | 6              | 0              | 41     | 1      |
| 2019    | Emelec           | Campeonato Ecuatoriano | 8          | 0          | 0     | 0     | 2              | 0              | 10     | 0      |
| 2020    | El Nacional      | Campeonato Ecuatoriano | 21         | 0          | 0     | 0     | 2              | 0              | 23     | 0      |
| 2021    | Cumbayá          | Campeonato Ecuatoriano | 24         | 1          | 1     | 0     | —              | —              | 25     | 1      |
| 2022    | Cumbayá          | Campeonato Ecuatoriano | 26         | 1          | 0     | 0     | —              | —              | 26     | 1      |
| 2023    | Cumbayá          | Campeonato Ecuatoriano | 29         | 1          | 0     | 0     | —              | —              | 29     | 1      |
| 2024    | Cumbayá          | Campeonato Ecuatoriano | 28         | 2          | 0     | 0     | —              | —              | 28     | 2      |
| 2025    | Chacaritas       | Serie B                | 1          | 0          | 0     | 0     | —              | —              | 1      | 0      |
| 2025    | 22 de Julio      | Serie B                | 2          | 0          | 0     | 0     | —              | —              | 2      | 0      |
| Totaal  | Totaal           | Totaal                 | 403        | 17         | 7     | 0     | 44             | 0              | 454    | 17     |

Bijgewerkt op 11 juli 2025.

## Interlandcarrière
Paredes maakte zijn debuut in het Ecuadoraans voetbalelftal op 5 september 2010. Op die dag werd een vriendschappelijke wedstrijd tegen Mexico met 1–2 gewonnen. De verdediger werd door bondscoach Reinaldo Rueda in de basis geposteerd en hij speelde het gehele duel mee. Op 14 mei 2014 werd bekendgemaakt dat Paredes deel uitmaakte van de Ecuadoraanse selectie voor het wereldkampioenschap 2014 in Brazilië. Hij kwam daar drie duels in actie voor zijn vaderland.
| Interlands van Juan Carlos Paredes voor Ecuador | Interlands van Juan Carlos Paredes voor Ecuador | Interlands van Juan Carlos Paredes voor Ecuador | Interlands van Juan Carlos Paredes voor Ecuador | Interlands van Juan Carlos Paredes voor Ecuador | Interlands van Juan Carlos Paredes voor Ecuador |
| №                                               | Datum                                           | Wedstrijd                                       | Uitslag                                         | Competitie                                      | Goals                                           |
| ----------------------------------------------- | ----------------------------------------------- | ----------------------------------------------- | ----------------------------------------------- | ----------------------------------------------- | ----------------------------------------------- |
| 1                                               | 08 oktober 2010                                 | Ecuador – Colombia                              | 0 – 1                                           | Vriendschappelijk                               |                                                 |
| 2                                               | 12 oktober 2010                                 | Ecuador – Polen                                 | 2 – 2                                           | Vriendschappelijk                               |                                                 |
| 3                                               | 26 maart 2011                                   | Colombia – Ecuador                              | 2 – 0                                           | Vriendschappelijk                               |                                                 |
| 4                                               | 07 oktober 2011                                 | Ecuador – Venezuela                             | 2 – 0                                           | WK 2014 kwalificatie                            |                                                 |
| 5                                               | 15 november 2011                                | Ecuador – Peru                                  | 2 – 0                                           | WK 2014 kwalificatie                            |                                                 |
| 6                                               | 10 juni 2012                                    | Ecuador – Colombia                              | 1 – 0                                           | WK 2014 kwalificatie                            |                                                 |
| 7                                               | 11 september 2012                               | Uruguay – Ecuador                               | 1 – 1                                           | WK 2014 kwalificatie                            |                                                 |
| 8                                               | 06 september 2013                               | Colombia – Ecuador                              | 1 – 0                                           | WK 2014 kwalificatie                            |                                                 |
| 9                                               | 10 september 2013                               | Bolivia – Ecuador                               | 1 – 1                                           | WK 2014 kwalificatie                            |                                                 |
| 10                                              | 15 oktober 2013                                 | Chili – Ecuador                                 | 2 – 1                                           | WK 2014 kwalificatie                            |                                                 |
| 11                                              | 20 november 2013                                | Ecuador – Honduras                              | 2 – 2                                           | Vriendschappelijk                               |                                                 |
| 12                                              | 31 mei 2014                                     | Mexico – Ecuador                                | 3 – 1                                           | Vriendschappelijk                               |                                                 |
| 13                                              | 04 juni 2014                                    | Ecuador – Engeland                              | 2 – 2                                           | Vriendschappelijk                               |                                                 |
| 14                                              | 15 juni 2014                                    | Zwitserland – Ecuador                           | 2 – 1                                           | WK 2014                                         |                                                 |
| 15                                              | 20 juni 2014                                    | Honduras – Ecuador                              | 1 – 2                                           | WK 2014                                         |                                                 |
| 16                                              | 25 juni 2014                                    | Ecuador – Frankrijk                             | 0 – 0                                           | WK 2014                                         |                                                 |
| 17                                              | 07 september 2014                               | Bolivia – Ecuador                               | 0 – 4                                           | Vriendschappelijk                               |                                                 |
| 18                                              | 09 september 2014                               | Brazilië – Ecuador                              | 1 – 0                                           | Vriendschappelijk                               |                                                 |
| 19                                              | 10 oktober 2014                                 | Verenigde Staten – Ecuador                      | 1 – 1                                           | Vriendschappelijk                               |                                                 |
| 20                                              | 15 oktober 2014                                 | El Salvador – Ecuador                           | 1 – 5                                           | Vriendschappelijk                               |                                                 |
| 21                                              | 28 maart 2015                                   | Mexico – Ecuador                                | 1 – 0                                           | Vriendschappelijk                               |                                                 |
| 22                                              | 31 maart 2015                                   | Argentinië – Ecuador                            | 2 – 1                                           | Vriendschappelijk                               |                                                 |
| 23                                              | 03 juni 2015                                    | Panama – Ecuador                                | 1 – 1                                           | Vriendschappelijk                               |                                                 |
| 24                                              | 06 juni 2015                                    | Ecuador – Panama                                | 4 – 0                                           | Vriendschappelijk                               |                                                 |
| 25                                              | 11 juni 2015                                    | Chili – Ecuador                                 | 2 – 0                                           | Copa América 2015                               |                                                 |
| 26                                              | 15 juni 2015                                    | Ecuador – Bolivia                               | 2 – 3                                           | Copa América 2015                               |                                                 |
| 27                                              | 19 juni 2015                                    | Mexico – Ecuador                                | 1 – 2                                           | Copa América 2015                               |                                                 |
| 28                                              | 08 september 2015                               | Ecuador – Honduras                              | 2 – 0                                           | Vriendschappelijk                               |                                                 |
| 29                                              | 08 oktober 2015                                 | Argentinië – Ecuador                            | 0 – 2                                           | WK 2018 kwalificatie                            |                                                 |
| 30                                              | 13 oktober 2015                                 | Ecuador – Bolivia                               | 2 – 0                                           | WK 2018 kwalificatie                            |                                                 |
| 31                                              | 12 november 2015                                | Ecuador – Uruguay                               | 2 – 1                                           | WK 2018 kwalificatie                            |                                                 |
| 32                                              | 17 november 2015                                | Venezuela – Ecuador                             | 1 – 3                                           | WK 2018 kwalificatie                            |                                                 |
| 33                                              | 29 maart 2016                                   | Colombia – Ecuador                              | 3 – 1                                           | WK 2018 kwalificatie                            |                                                 |
| 34                                              | 25 mei 2016                                     | Verenigde Staten – Ecuador                      | 1 – 0                                           | Vriendschappelijk                               |                                                 |
| 35                                              | 04 juni 2016                                    | Brazilië – Ecuador                              | 0 – 0                                           | Copa América 2016                               |                                                 |
| 36                                              | 08 juni 2016                                    | Ecuador – Peru                                  | 2 – 2                                           | Copa América 2016                               |                                                 |
| 37                                              | 12 juni 2016                                    | Haïti – Ecuador                                 | 0 – 4                                           | Copa América 2016                               |                                                 |
| 38                                              | 16 juni 2016                                    | Verenigde Staten – Ecuador                      | 2 – 1                                           | Copa América 2016                               |                                                 |
| 39                                              | 01 september 2016                               | Ecuador – Brazilië                              | 0 – 3                                           | WK 2018 kwalificatie                            |                                                 |
| 40                                              | 06 oktober 2016                                 | Ecuador – Chili                                 | 3 – 0                                           | WK 2018 kwalificatie                            |                                                 |
| 41                                              | 11 oktober 2016                                 | Bolivia – Ecuador                               | 2 – 2                                           | WK 2018 kwalificatie                            |                                                 |
| 42                                              | 10 november 2016                                | Uruguay – Ecuador                               | 2 – 1                                           | WK 2018 kwalificatie                            |                                                 |
| 43                                              | 15 november 2016                                | Ecuador – Venezuela                             | 3 – 0                                           | WK 2018 kwalificatie                            |                                                 |
| 44                                              | 24 maart 2017                                   | Paraguay – Ecuador                              | 2 – 1                                           | WK 2018 kwalificatie                            |                                                 |

## Erelijst
| Competitie                      |                 |                 |                 |                 |
| Competitie                      | Aantal          | Jaren           |                 |                 |
| Deportivo Quito                 | Deportivo Quito | Deportivo Quito | Deportivo Quito | Deportivo Quito |
| ------------------------------- | --------------- | --------------- | --------------- | --------------- |
| Kampioen Campeonato Ecuatoriano | 1               | 2011            |                 |                 |
| Olympiakos                      |                 |                 |                 |                 |
| Super League                    | 1               | 2016/17         |                 |                 |
| Emelec                          |                 |                 |                 |                 |
| Kampioen Campeonato Ecuatoriano | 1               | 2017            |                 |                 |